# Шерон Смол
Шерон Смол је британска телевизијска и филмска глумица.
Смолова је најпознатија по улози Елизабет Флин у серији Ред и закон: Велика Британија.